# IMI MG251
El IMI MG251 120 mm es un cañón de tanque de ánima lisa diseñado y producido por IMI. Su producción se basa en la licencia para la fabricación del cañón M256, que a su vez es una versión bajo licencia del cañón alemán Rheinmetall L44, y que en sus funciones y diseños solamente fueran mejoradas por IMI desde su introducción en el año de 1983 hasta 1988, para cumplir los requerimientos de las Fuerzas de Defensa de Israel (IDF), para ser luego instalado en sus carros de combate Merkava Mk. III y Merkava Mk. IV (en la variante MG253).
Se exhibe al público por primera ocasión en 1989 cuando se muestra al público por primera vez el carro de combate Merkava Mk. III. En 1998 las mejoras y actualizaciones hechas a dicha licencia le valieron el Premio de la Industria de la Defensa de Israel, que le fuera otorgado a la IMI, y que proporcionaron a Israel la autonomía en la fabricación de cañones para tanque.

## Diseño
Para los conocedores, el diseño es bastante similar al de las variantes del Rheinmetall L44 instaladas en los tanques Leopard 2 alemán, del M1 Abrams estadounidense, del K1A1 surcoreano, y al del carro Tipo 90 japonés. Pero en realidad y para sus constructores, es un cañón totalmente nuevo, ya que sus sistemas de retroceso y de eyección son muy diferentes, y constan de un retardador concéntrico optimizado y un recuperador neumático especialmente diseñados, resultando en unas dimensiones finales más adaptables a modelos de tanques existentes y en servicio con las fuerzas israelíes, aparte y sin exceder las de los bloques existentes de los cañones como el M68 de calibre 105 mm estriado, con el que se equipó inicialmente al Merkava Mk. I y al Mk.II, así como para poder ser instalado en las posibles actualizaciones de los tanques M60 estadounidenses.

## Versiones
Se sabe que hasta la fecha existen dos versiones: 
- MG251

Esta versión va equipada con un manguito térmico sin refrigeración adicional, desarrollado por Vishay Intertechnology; provisto de un extractor de gases que puede ser removido para su mantenimiento sin ser necesario el retirar  el manguito térmico instalado actualmente.
- MG253

Este segundo dispone de un cilindro recuperador neumático instalado en su sistema y un manguito térmico desarrollado por Vidco Industries, que reduce el calentamiento del cañón al estar refrigerado.
Ambas versiones pueden disparar la familia de municiones desarrollada por IMI, así como los proyectiles del mismo calibre de origen francés, alemán o estadounidense, así como aquellas fabricadas bajo estándares OTAN de ser requerido, así mismo; ambas versiones son capaces de disparar el misil LAHAT.

## Usuarios
|                                                                             |
| Diferentes clases de munición calibre 120 mm para el cañón, hechas por IMI. |

- MG251:

-  Merkava Mk. III

- MG253:

-  Merkava Mk. IV
-  M60-T Sabra

### Desarrollos relacionados
- Rheinmetall 120 mm
- GIAT CN120-26/52/Nexter F1
- Royal Ordnance L7
 Royal Ordnance L11
 Royal Ordnance L30
- RUAG L50
- / 2A46 (D-81T)

### Listas relacionadas
- Anexo:Tanques de combate principal por generación